# Enciclopédia Nipônica
A Enciclopédia Nipônica (日本大百科全書, Nihon Dai Hyakka Zensho, lit. 'A Enciclopédia Abrangente do Japão') é uma série descontinuada de enciclopédia sobre o Japão e o povo japonês, inicialmente publicada pela Shogakukan de 1984 a 1989 em 25 volumes. Após 10 anos de preparação, mais de 130.000 entradas e 500.000 índices foram organizados em ordem alfabética em mais de 23.000 páginas. A versão mais recente, de 1994, possui 26 volumes, incluindo os volumes separados de índices e um auxiliar. A enciclopédia está atualmente fora de circulação.